# Jeppe Tverskov
Jeppe Theis Tverskov (født 12. marts 1993) er en dansk fodboldspiller, der spiller i San Diego FC.

## Karriere

### Boldklubben 1903
Som tre årig startede karrieren i Boldklubben 1903. Som første års ynglinge blev han i en alder af 17 år hevet op i 1. senior truppen i Danmarksserien af den daværende træner Bent Christensen (fodboldtræner). I sin første sæson blev det til 24 kampe og syv mål samt en kåring som årets spiller i klubben. 
I juni 2011 rykkede Tverskov efter anbefaling fra Bent Christensen (fodboldtræner) videre til Lyngby Boldklub.

### Lyngby BK
I Lyngby Boldklub blev Tverskov på ynglinge holdet en del af en talentfuld gruppe spillere fra årgang 1993 som Uffe Bech og Lukas Fernandes samt spillere fra årgang 1994 som Yussuf Poulsen og Christian Nørgaard.
I juni 2012 blev han rykket op i førsteholdstruppen af daværende manager Niels Frederiksen.

### Randers FC
Den 30. juni 2014 offentliggjorde Randers FC, at de havde hentet Jeppe Tverskov på en fri transfer fra Lyngby Boldklub, hvor han skrev under på en toårig kontrakt.

### Odense Boldklub
Den 20. april 2016 blev det offentliggjort, at Odense Boldklub hentede ham efter hans kontrakt udløb ved forårsæsonens afslutning.